# 佰德福酒庄
佰德福（PETTAVEL）酒庄是澳大利亚的红酒生产商之一，1842年由瑞士酿酒师David Pettavel创立，后因1867年英国皇子Prince Duke of Edinburgh的造访而闻名。近年来，佰德福作为国宴用酒供应商之一，接待过5位澳洲总理和多位商政名人。

## 葡萄园
佰德福酒庄总部设於澳大利亚墨尔本市中心，拥有雅拉谷庄园、吉隆庄园、王子庄园和六个其它产区合作供应商，拥有铂金、珍藏、精品、庄园和美露五个系列自有品牌。
- 佰德福吉隆庄园[4]距墨尔本西部Avalon机场25公里，位于美丽的吉隆市中心近郊的玛芮宝谷葡萄酒产区，其特有的地中海小气候为高端葡萄酒提供了原料保证。
- 佰德福雅拉谷庄园在墨尔本以东50公里的雅拉谷（YARRA VALLEY)产区中心，紧邻雅拉格镇（YARRA GLEN）东侧。
- 佰德福王子庄园[2]紧邻著名的墨尔本西北部的旅游胜地仙女公园，不仅生产杰出的葡萄酒如雷司令、长相思和黑皮诺等，也是维多利亚州最早经营酒庄度假村的先驱者。

## 历史
- 1842，瑞士酿酒师大卫·佰德福先生带着家乡的葡萄藤来到澳洲吉隆地区，他认为吉隆地区适合生产高品质葡萄酒，开始进行专业化的葡萄种植和葡萄酒酿造。他的第一个葡萄园以他的家乡命名为Neuchatel.[5]
- 1867，英国王子Prince Duke of Edinburgh访问了佰德福的Prince Albert Vineyard皇子庄园，这个消息迅速传遍欧洲，让佰德福的知名度扩展到波尔多和巴黎。19世纪，在佰德福的带动下，澳洲吉隆地区已成为澳洲最大的酒区之一[3]。
- 1987年，佰德福吉隆葡萄园诞生，占地129公顷的葡萄园在吉隆最早的葡萄产区Moorabool Valley河边，被美丽的Moorabool河岸围绕。取名Strathmore葡萄园是 指河边大庄园的意思，表达了纪念佰德福的历史贡献和复兴吉隆酒区的愿望。[2]
- 2004，时任澳洲总理霍华德先生访问百德福吉隆庄园[6]，对酿造的百德福葡萄酒给予高度评价。并选用西拉、黑比诺、雷司令等吉隆庄园葡萄酒宴请当地宾客，这些酒均获得James Halliday 92分以上的高分，得到了与会商政要人的一致好评。
- 2012年，佰德福收购了雅拉谷酒区的Meroo葡萄园，从此佰德福成为跨区域经营的澳洲庄园葡萄酒主要生产商之一。Meroo葡萄园位于雅拉谷地理中心，紧邻Yarra Glen镇东侧，葡萄园由两条小溪自然分成12个板块并有观光大道两侧围绕，是雅拉谷葡萄酒度假区的主要景观之一。
- 2013年7月，在墨尔本300多位商政精英云集的“创业澳洲杰出华裔商业精英”颁奖酒会上[7]，澳大利亚总理陆克文和前总理鲍勃·霍克选用佰德福葡萄酒作为创业澳洲杰出商业精英领奖。
- 2015年，佰德福成功收购王子葡萄酒庄[2]。王子葡萄酒庄紧邻著名的墨尔本西北部的旅游胜地仙女公园，不仅生产杰出的葡萄酒如雷司令、长相思和黑皮诺等，也是维多利亚州最早经营酒庄度假村的先驱者，如酒庄饭店和度假别墅等。至此，佰德福开始列入葡萄酒文化旅游度假的知名品牌。
- 2016年，澳洲总理谭宝和千名商政精英在墨尔本参加霍华德总理组阁20年的纪念庆典[8]。佰德福徽章和每桌摆放的庆典酒在著名主持人的喝彩中，博得全场关注。
- 2018年，澳洲新任总理晚宴在墨尔本隆重举办，时任总理 Scott Morrison (斯科特·莫里森)，自由党领袖和400余位商政精英参加了宴会。为筹备本次总理国宴，澳洲总理府 Event Organizer 办公室，专门与佰德福酒庄订购了5种葡萄酒。晚宴上，莫里森总理对佰德福酒十分欣赏，并签字留念。